# Companhia de Saneamento do Amazonas
A Companhia de Saneamento do Amazonas (Cosama) é uma sociedade de economia mista que detém a concessão dos serviços públicos de saneamento básico em cidades do Estado do Amazonas.

## História
A empresa foi criada por meio da Lei nº 892, de 13 de novembro de 1969 para a execução, operação, manutenção e exploração dos sistemas de abastecimento d’água e dos esgotos sanitários da cidade de Manaus e das sedes municipais.
Foi estabelecida pela Constituição Federal de 1988 a competência dos municípios para legislar sobre assuntos de interesse local bem organizar e prestar, diretamente ou sob regime de concessão ou permissão, os serviços públicos. A partir de 1995, alguns municípios finalizaram as concessões com a Cosama e criaram seus próprios Serviços Autônomos de Águas e Esgotos (SAAEs).
Em 29 de junho de  2000, foi realizada a privatização da Manaus Saneamento, subsidiária integral da Cosama. A empresa foi comprada pelo grupo francês Lyonnaise des Eaux  (grupo Suez) por R$ 193,0 milhões, leilão realizado na Bolsa de Valores do Rio de Janeiro.
O governo do Amazonas optou por reduzir as atividades da Cosama e por extinguir a companhia, repassando a gestão dos sistemas de águas às administrações municipais, conforme a lei 2.783/2003. 
No entanto, 12 municípios alegaram não possuírem condições de assumir os sistemas de águas e a concessão da Cosama foi mantida nessas municipalidades desde então, embora a empresa esteja em processo de extinção desde 2003.

## Áreas de atuação
Em 2022, a Cosama atendia 15 municípios: Alvarães, Atalaia do Norte, Autazes, Benjamin Constant, Carauari, Careiro da Várzea, Codajás, Eirunepé, Itamarati, Juruá, Manaquiri, Nhamundá, São Paulo de Olivença, Tabatinga e Nova Olinda do Norte.

A Cosama não atua nas áreas de esgotamento sanitário e rede de esgoto, mas apenas captação, tratamento e distribuição de água.